# テリー・クック
テリー・クック（Terence John "Terry" Cooke, 1976年8月5日 - ）は、イングランド出身の元サッカー選手。U-21イングランド代表として4試合に出場した攻撃的ミッドフィールダー。イングランドのほか、アメリカ、オーストラリア、アゼルバイジャンでプレーした経験を持つ。

## 経歴

### マンチェスター・ユナイテッド
1976年8月5日、テリー・クックはバーミンガム近郊のマーストン・グリーンに生まれ、バーミンガム・シティのサポーターとして育った。ユース期をマンチェスター・ユナイテッドの下部組織で過ごし、1994-95シーズンのFAユースカップには背番号10をつけて出場している。この時のチームキャプテンは後にイングランド代表となるフィリップ・ネヴィルで、ユナイテッドは決勝でスティーヴン・カー擁するトッテナムをPK戦の末に破り優勝した。同年代でユース期を過ごした選手には、フィルの兄であるガリー・ネヴィル、ポール・スコールズ、ライアン・ギグス、ニッキー・バット、そしてデビッド・ベッカムがいる。
翌1995-96シーズン、クックはフィル・ネヴィルと共にトップチームでの出場機会を掴む。彼はデビュー戦となった1995年9月のプレミアリーグ、ボルトン・ワンダラーズ戦で、ライアン・ギグスの得点をアシストするクロスを送っている。同年10月のリーグカップ、ヨーク・シティ戦ではトップチームでの初得点を記録した。1996年にはU-21イングランド代表にも招集された。

### マンチェスター・シティ
しかしクックのユナイテッドでのキャリアは、僅かリーグ戦4試合の出場に終わる。彼が主戦場としていた中盤の右サイドには、常にデビッド・ベッカムの存在があり、1996年にはサンダーランド、バーミンガム・シティへレンタル移籍で放出された。1997年には膝の故障でシーズンを棒に振り、復帰後の1998年にはディヴィジョン2（3部相当）に所属していたレクサムへレンタルで放出された。1999年には同じくディヴィジョン2の地元のライバル、マンチェスター・シティへ再びレンタルで放出され、同年3月に100万ポンドの移籍金で買い取られた。彼はシティのディヴィジョン1（2部相当）昇格に貢献するが、翌1999-2000シーズンにクラブがプレミアリーグ昇格を決めた頃にはチーム内での立ち位置を失っていた。
2000年からはレンタル移籍でウィガン、シェフィールド・ウェンズデイ、グリムズビー・タウンといった下部リーグのクラブを渡り歩いた。2002-03シーズンはそのままディヴィジョン1のグリムズビー・タウンへ籍を移すが、クラブは最下位でディヴィジョン2降格が決まった。翌2003-04シーズンはディヴィジョン2のシェフィールド・ウェンズデイと契約するも、1シーズン限りで退団した。

### コロラド・ラピッズ
2005年から4年半の間は、アメリカ・MLSのコロラド・ラピッズに在籍した。2008年4月のロサンゼルス・ギャラクシーとのリーグ開幕戦ではデビッド・ベッカムとの再会を果たした。彼はこの試合1得点2アシストの活躍で4対0の大勝に大きく貢献、マン・オブ・ザ・マッチに選ばれている。コロラドでは主力としてリーグ戦106試合に出場、2006年シーズンにはリーグ最多となる12アシストを記録したが、2009年にアバディーンから移籍してきた元スコットランド代表ジェイミー・スミスの加入によってその座を追われ、シーズン途中に退団した。
クックはその後、シアトル・サウンダーズ、ノッティンガム・フォレストのトライアルを受けるが、いずれも契約には至らなかった。

### オーストラリア、アゼルバイジャン
2009-10シーズン途中、クックは故障したイングランド人ミッドフィールダー、ジェイムス・ロビンソンの代役として、オーストラリア・Aリーグのノースクイーンズランド・フューリーと契約した。フューリーでは主に途中出場で10試合に出場、2010年2月13日の第27節ゴールドコースト・ユナイテッド戦で初得点を記録するが、これが彼のオーストラリアでの最後の出場となった。同年7月25日、フューリーはクックを放出した。
2010-11シーズンは、元イングランド代表のトニー・アダムス率いるアゼルバイジャンのガバラでプレー。12試合に出場して1得点を挙げたが、同シーズン限りで退団した。

## 個人成績
| クラブ                             | シーズン | リーグ   | リーグ | リーグ | カップ | カップ | リーグ杯 | リーグ杯 | 国際大会 | 国際大会 | 期間通算 | 期間通算 |
| クラブ                             | シーズン | リーグ   | 出場   | 得点   | 出場   | 得点   | 出場     | 得点     | 出場     | 得点     | 出場     | 得点     |
| ---------------------------------- | -------- | -------- | ------ | ------ | ------ | ------ | -------- | -------- | -------- | -------- | -------- | -------- |
| マンチェスター・ユナイテッド       | 1995–96  | プレミア | 4      | 0      | 0      | 0      | 3        | 1        | 1        | 0        | 8        | 1        |
| サンダーランド                     | 1995–96  | プレミア | 6      | 0      | 0      | 0      | 0        | 0        | -        | -        | 6        | 0        |
| バーミンガム・シティ               | 1996-97  | 1部      | 3      | 0      | 0      | 0      | 0        | 0        | -        | -        | 3        | 0        |
| マンチェスター・ユナイテッド       | 1997–98  | プレミア | 0      | 0      | 0      | 0      | 0        | 0        | 0        | 0        | 0        | 0        |
| レクサム                           | 1998-99  | 2部      | 10     | 0      | 0      | 0      | 0        | 0        | -        | -        | 10       | 0        |
| マンチェスター・シティ             | 1998-99  | 2部      | 21     | 7      | 0      | 0      | 0        | 0        | -        | -        | 21       | 7        |
| マンチェスター・シティ             | 1999-00  | 1部      | 16     | 0      | 0      | 0      | 3        | 1        | -        | -        | 19       | 1        |
| ウィガン                           | 1999-00  | 2部      | 10     | 1      | 0      | 0      | 0        | 0        | -        | -        | 10       | 1        |
| シェフィールド・ウェンズデイ       | 2000-01  | 1部      | 17     | 1      | 0      | 0      | 0        | 0        | -        | -        | 17       | 1        |
| マンチェスター・シティ             | 2001-02  | 1部      | 0      | 0      | 0      | 0      | 0        | 0        | -        | -        | 0        | 0        |
| グリムズビー・タウン               | 2001-02  | 1部      | 3      | 1      | 0      | 0      | 0        | 0        | -        | -        | 3        | 1        |
| グリムズビー・タウン               | 2002-03  | 1部      | 25     | 0      | 2      | 1      | 1        | 0        | -        | -        | 28       | 1        |
| シェフィールド・ウェンズデイ       | 2003-04  | 2部      | 23     | 2      | 1      | 0      | 1        | 0        | -        | -        | 25       | 2        |
| コロラド・ラピッズ                 | 2005     | MLS      | 20     | 2      | 0      | 0      | -        | -        | -        | -        | 20       | 2        |
| コロラド・ラピッズ                 | 2006     | MLS      | 23     | 0      | 0      | 0      | -        | -        | -        | -        | 23       | 0        |
| コロラド・ラピッズ                 | 2007     | MLS      | 29     | 0      | 0      | 0      | -        | -        | -        | -        | 29       | 0        |
| コロラド・ラピッズ                 | 2008     | MLS      | 24     | 1      | 0      | 0      | -        | -        | -        | -        | 24       | 1        |
| コロラド・ラピッズ                 | 2009     | MLS      | 10     | 1      | 0      | 0      | -        | -        | -        | -        | 10       | 1        |
| ノースクイーンズランド・フューリー | 2009-10  | Aリーグ  | 10     | 1      | 0      | 0      | -        | -        | -        | -        | 10       | 1        |
| ガバラ                             | 2010-11  | プレミア | 12     | 1      | 0      | 0      | -        | -        | -        | -        | 12       | 1        |